# Abyssal
Abyssal es el sexto EP de la banda japonesa de screamo, Envy. Fue lanzado el 7 de noviembre de 2007, bajo el sello discográfico Sonzai Records.

## Canciones
1. "A road of winds the water builds" - 10:02
2. "All that's left has gone to sleep" - 4:00
3. "Thousand scars" - 6:34
4. "Fading vision" - 4:44

## Créditos
- Dairoku Seki - batería
- Tetsuya Fukagawa - voz y secuenciador
- Nobukata Kawai - guitarra
- Masahiro Tobita - guitarra
- Manabu Nakagawa - bajo
- Takashi Kitaguchi - masterización

- Datos: Q4033185